# Домовая мышь

Томограмма скелета

Домова́я мышь (лат. Mus musculus) — вид грызунов рода домовых мышей. Благодаря своей способности к сосуществованию с человеком домовые мыши распространились по всему миру и являются одним из самых многочисленных видов млекопитающих.
Мыши — модельные организмы в лабораторных исследованиях. Содержат их и в качестве домашних животных.

## Описание
Мелкий длиннохвостый грызун типичного для рода облика. Длина тела составляет от 6,5 до 9,5 см. Хвост составляет не менее 60 % по отношению к длине тела (по другим данным — не менее 90 %, но в среднем равен длине тела), покрыт роговыми чешуйками, расположенными кольцеобразно, и редкими короткими волосками (у крыс, для сравнения хвост полностью голый). Масса — 12—30 г. Уши округлые, небольшие. Окрас верхней части тела — тёмный, буровато-серых тонов; брюшко — от пепельно-серого до белого цвета. У пустынных мышей окрас более светлый, желтовато-песчаный, брюшко белое. Среди одомашненных встречаются белые, чёрные, жёлтые, серо-голубые и пёстроокрашенные особи. У самок 5 пар сосков. Половой диморфизм выражен слабо.

## Распространение и подвиды
Почти космополитный вид, обитающий повсеместно кроме Крайнего Севера, Антарктиды и высоко в горах. К числу факторов, ограничивающих её распространение, относятся низкие температуры воздуха и высокая влажность. В России не встречается на значительной части северо-востока Сибири, на Таймыре, в междуречье Енисея и Лены и в горных тундрах. Родиной домовой мыши предположительно является Северная Индия либо Северная Африка и Передняя Азия, где она известна в ископаемом состоянии. Вместе с человеком распространилась по всему миру. Не в последнюю очередь в распространении сыграл транспорт: в частности, суда; в старину — гужевой; а в наше время также автомобильный, железнодорожный и авиационный. При этом наблюдается следующая закономерность: на водном, железнодорожном и воздушном транспорте мыши перемещаются на гораздо бо́льшие расстояния, нежели на автомобильном (а ранее — гужевом).
На данный момент описано около 130 подвидов домовой мыши. Их объединяют в 4 основных подвида:
- M. m. musculus — Восточная Европа (Польша и далее на Восток), большая часть России.
- M. m. domesticus — Европа, Америка, Австралия, большая часть Африки.
- M. m. bactrianus — Азия (кроме Юго-Востока).
- M. m. castaneus — Юго-Восточная Азия.

В свою очередь, согласно исследованию группы французских биологов во главе с Луи Талером, проведённому в 1983 г. на основе различий в геноме, на территории одной только Европы обитает по крайней мере пятеро биохимических групп этого вида:
- M. m. musculus — Центральная и Восточная Европа (длинный хвост, тёмное брюшко);
- M. m. brevirostris — Средиземноморье (более короткий, чем у M. m. musculus хвост, светлое брюшко);
- M. m. domesticus — Западная Европа;
- M. m. spretus — Пиренеи, юг Франции;
- M. m. hortulanus — Центральная и Восточная Европа[a];
- M. m. abboti — восток Средиземноморья.

Всего, согласно Талеру, на территории Евразии и Африки проживает 13 биохимических групп.
До недавнего времени пятым «основным» подвидом считался японский подвид M. m. molossinus, но по последним данным, это гибрид между M. m. musculus и M. m. castaneus.
В Древнем Риме не было принято отделять мышей от крыс, и поэтому мышей называли Mus Minimus, а крыс — Mus Maximus.

## Образ жизни

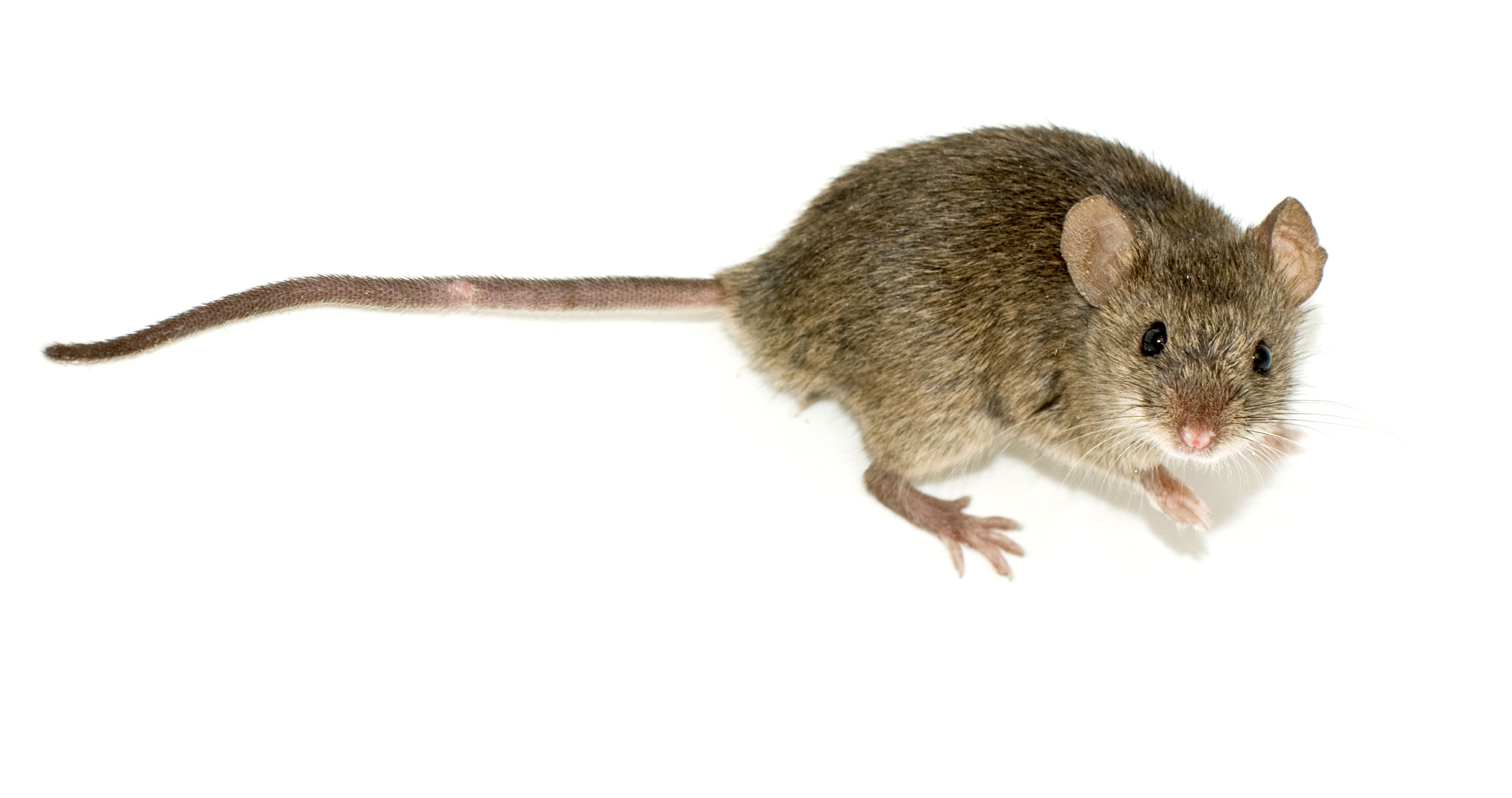
Домовая мышь

Домовая мышь обитает в самых разнообразных ландшафтах и биотопах, включая антропогенные ландшафты. В целом, она тесно связана с людьми (синантропный вид) и часто населяет жилые дома и хозяйственные постройки. На севере ареала мышам свойственны сезонные переселения. В конце лета и осенью зверьки начинают массово переселяться в кормовые места: жилые дома (в городах мыши иногда могут проникать в верхние этажи и чердачные помещения многоквартирных домов), овоще- и зернохранилища, склады, магазины, хозяйственные постройки для домашних животных, предприятия пищевой промышленности и общепита. Дальность осенних миграций может достигать 3—5 км. Часто они зимуют в лесополосах, в стогах и скирдах. С приходом весны мыши покидают «зимние квартиры» и возвращаются в природные местообитания, на поля, огороды, в сады. На юге ареала, в пустынях и полупустынях зачастую круглый год обитают вне жилья человека. Здесь домовые мыши привязаны к оазисам, различным водоёмам.
В природе предпочитают селиться на мягких, не сильно пересыхающих почвах, в которых роют небольшие, просто устроенные норы: длиной до 1 м, с гнездовой камерой на глубине 20—30 см и 1—3 входами. Зимой часто углубляют норы до 50—60 см. Диаметр гнездовой камеры колеблется от 10—15 до 20—25 см; внутри мыши устраивают подстилку из мягкой растительной ветоши. Часто занимают норы других грызунов: полёвок, слепушонок, песчанок, — или используют для жилья естественные пустоты и трещины в земле. Поселяясь рядом с человеком, домовые мыши устраивают свои гнёзда в самых укромных и защищённых уголках, чаще всего под полом, в кучах мусора и бытовых отходов, на чердаках. Для гнезда используют любые доступные материалы: бумагу, клочки ткани, шерсть, перья, искусственные волокна. В своём гнезде мыши старательно поддерживают чистоту. При сильном загрязнении подстилки, её намокании или сильном заражении паразитами, мыши покидают гнездо, переселяясь в новое.
В природе домовые мыши — сумеречные и ночные животные, однако в человеческом жилье подстраивают свой суточный режим под деятельность людей. При искусственном освещении мыши порой сохраняют активность круглосуточно, снижая её только в период деятельности людей. Активность полифазная, в сутках насчитывается до 15—20 периодов бодрствования продолжительностью 25—90 минут. Подобно многим мышиным, при передвижении домовые мыши придерживаются определённых постоянных маршрутов, создавая хорошо заметные дорожки с кучками помёта и пыли, скреплёнными мочой.

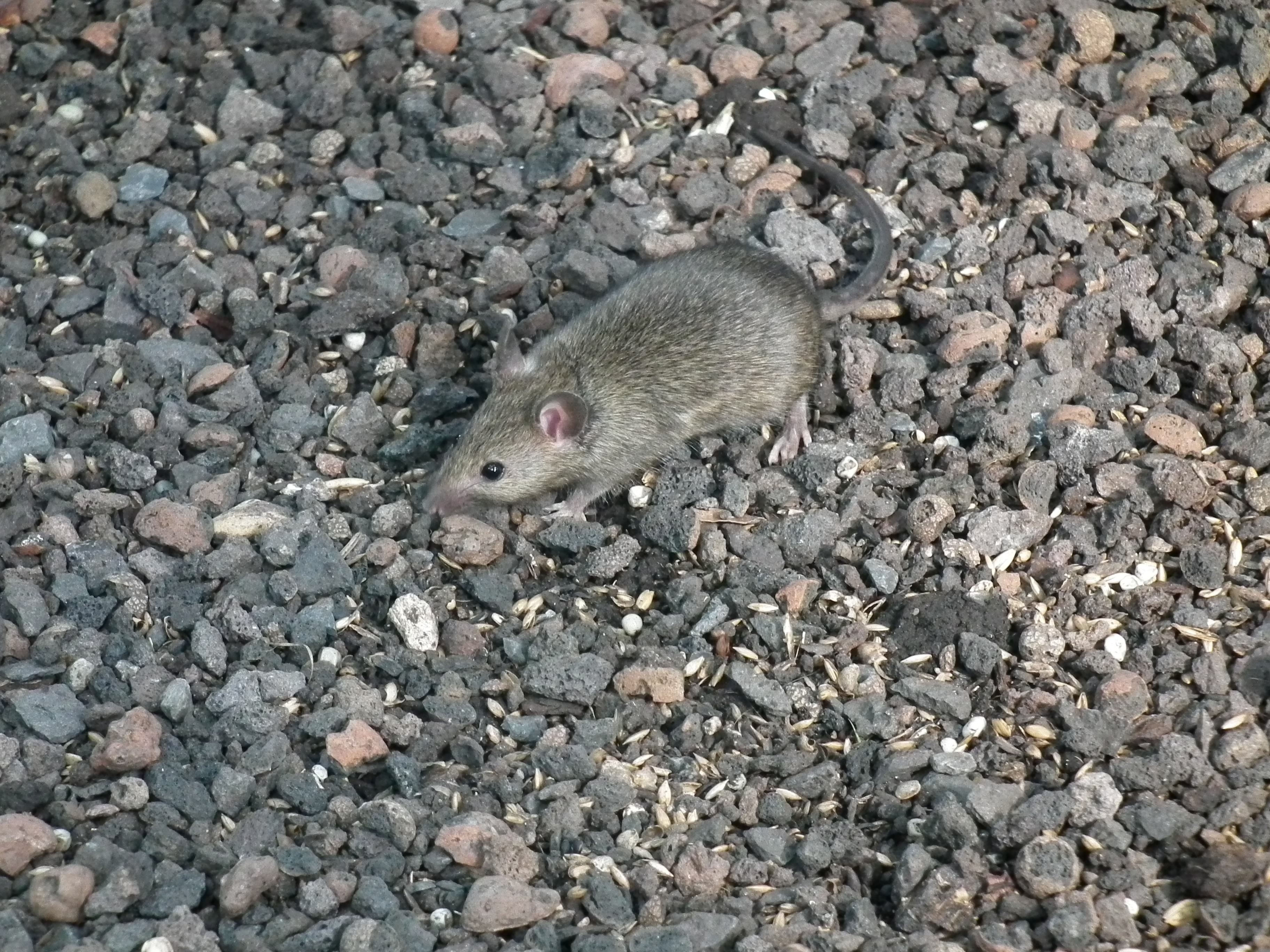
Домовая мышь на фоне щебня

Домовые мыши очень подвижные, юркие зверьки; они хорошо бегают (со скоростью до 12—13 км/ч), лазают, прыгают и неплохо плавают. Однако они редко удаляются далеко от своего гнезда. В природе у каждой мыши имеется индивидуальный участок: до 1200 м² у самцов и до 900 м² — у самок. Однако в условиях большой плотности популяции мыши селятся небольшими колониями или семейными группами, состоящими из одного доминантного самца и нескольких самок с потомством. Среди членов колонии устанавливается иерархические отношения. Взрослые самцы довольно агрессивны по отношению друг к другу, самки проявляют агрессию намного реже. Внутри семейных групп стычки редки, обычно они сводятся к изгнанию подросшего потомства.
В отличие от серых крыс, домовые мыши скрытные и пугливые животные, едва заметив признаки опасности, они убегают в безопасное место.
Вокализация типична для семейства мышиных, наиболее характерным издаваемым звуком является писк (к примеру, домовые мышата при прикосновении и болевой стимуляции издают короткие и тихие писки, слышимые человеком). Также домовые мыши способны издавать ультразвук, в частности, ультразвуковые сигналы издают самцы в период гона с целью привлечения самок. В целом репертуар издаваемых звуков разнообразен, биоакустик Александр Никольский насчитал у домовых мышей десять различных звуковых и ультразвуковых сигналов. Домовые мыши могут издавать звуки продолжительностью от тысячных долей секунды до нескольких секунд. Однако, у домовых мышей акустические и визуальные сигналы играют второстепенную роль по сравнению с обонятельными.

### Питание
В природе домовая мышь — типичный семяед; кормом ей служат семена различных диких и культурных растений. Предпочитает семена злаков, бобовых и сложноцветных. В рацион также входят насекомые и их личинки, падаль. Зелёные части растений, в зависимости от доступности питьевой воды, могут составлять до 1/3 объёма потребляемого корма. В сутки мыши необходимо до 3 мл воды. При питании исключительно сухими кормами и низкой относительной влажности воздуха (30 %) мыши в ходе эксперимента погибали от обезвоживания через 15—16 дней. При этом, в отличие от крыс, домовые мыши могут довольно продолжительное время оставаться без воды, довольствуясь тем количеством, которые они получают вместе с кормом.
Рядом с человеком мыши довольствуются практически любыми доступными кормами, вплоть до мыла, свечей, клея и т. п. Они одинаково охотно питаются зерном, мясом, шоколадом, молочными продуктами. В природе при избытке корма делают запасы. Едят рис и овёс. Стереотипной любимой пищей мышей (а также крыс) в культуре является сыр. Это представление возникло из-за того, что исторически для мышей этот продукт был самым доступным, хранившимся в кладовых (в то время как, например, мясо висело на крючьях).

### Размножение и продолжительность жизни

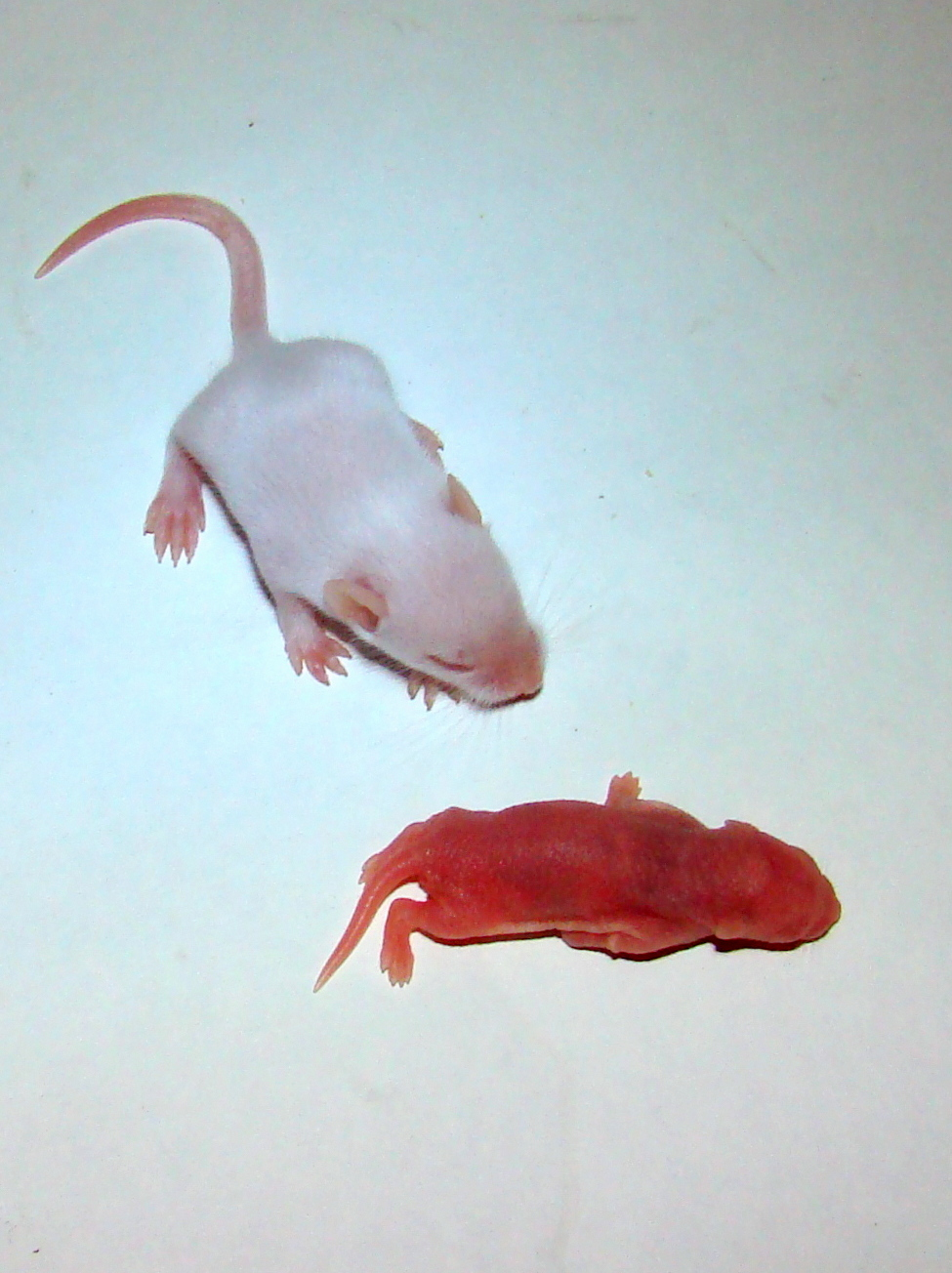
Лабораторные мышата, снизу — новорождённый детёныш, сверху — более взрослый, покрытый пухом

Домовая мышь очень плодовита. При благоприятных условиях (в отапливаемых помещениях, в скирдах) размножается круглый год. В природе сезон размножения длится с марта—апреля до сентября—ноября. Привлекая самок, самцы издают ультразвуковые колебания в диапазоне 30—110 кГц. Своей сложностью эти звуки напоминают пение птиц. Самки повторно входят в эструс уже через 12—18 часов после родов. За год приносят 5—10 приплодов (до 14), по 3—12 детёнышей в каждом. Беременность длится 19—21 день. Мышата рождаются слепыми и голыми. К 10 дню жизни полностью покрываются мехом, к 14 дню у них открываются глаза, к 21 дню становятся самостоятельны и расселяются. Половой зрелости мышата достигают к 5—7 неделе жизни.
Домовые мыши свободно скрещиваются с курганчиковыми мышами (лат. Mus spicilegus), обитающими, в частности, в Причерноморье, давая нормальное потомство. Ранее курганчиковых мышей считали подвидом домовой мыши.
В природе продолжительность жизни мыши обычно не превышает 12—18 месяцев. В неволе они живут 2—3 года. Существует так называемая «Мышиная Премия», регулярно присуждаемая учёным Фондом Мафусала за успехи в удлинении жизни лабораторных мышей. В 2003 году рекорд продолжительности жизни лабораторной мыши составил 1819 дней (почти 5 лет).
Домовые мыши становятся добычей множества хищников — кошек, лисиц, мелких куньих, мангустов, крупных ящериц, змей, хищных птиц, ворон, даже сорокопутов. Конкурентами мышей являются крысы, которые часто убивают и частично съедают своих более мелких собратьев.
В свою очередь домовые мыши могут выступать в несвойственной им роли хищников. Случайно завезённые в XIX в. на южно-атлантический остров Гоф мыши прижились и в отсутствие природных хищников расплодились — их популяция оценивается в 700 000 особей. При этом островные мыши в 3 раза превышают размерами своих сородичей на материке. Они группами нападают на птенцов гнездящихся на острове птиц. Гоф является одной из важнейших колоний морских птиц, среди которых такие редкие виды, как альбатрос Diomedea dabbenena и тайфунник Шлегеля (Pterodroma incerta), не гнездящиеся больше нигде. Несмотря на то, что птенцы альбатроса достигают в высоту до 1 м и весят в 250 раз больше мыши, они практически не двигаются и неспособны защитить себя. Мыши буквально вгрызаются в тело птенцов, нанося им глубокие раны. По данным учёных, за год они уничтожают более 1 млн птенцов.

Возрастные изменения мышат (в сравнении с монетой достоинством в 1 пфенниг ФРГ)
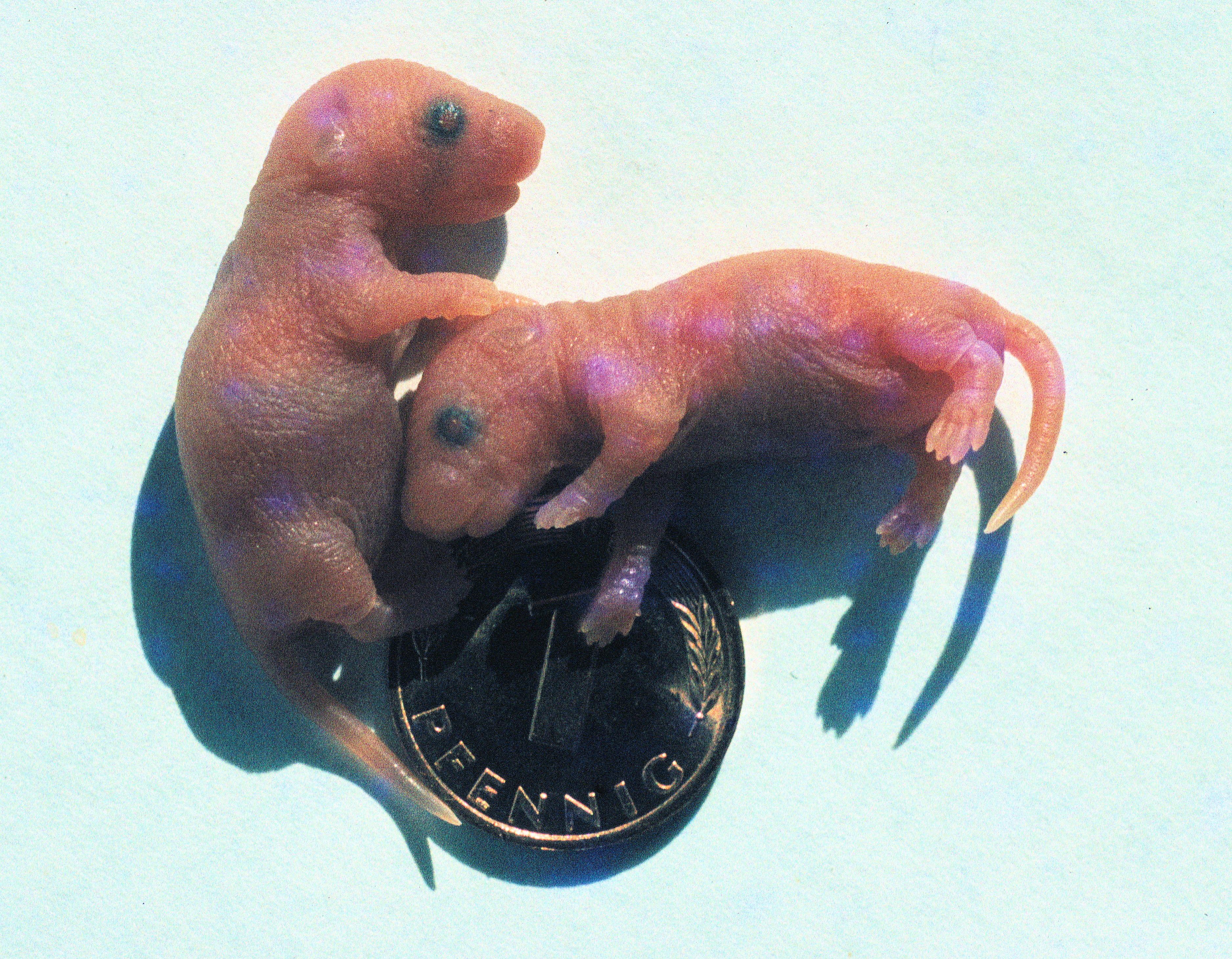
1 день (45 минут после рождения)
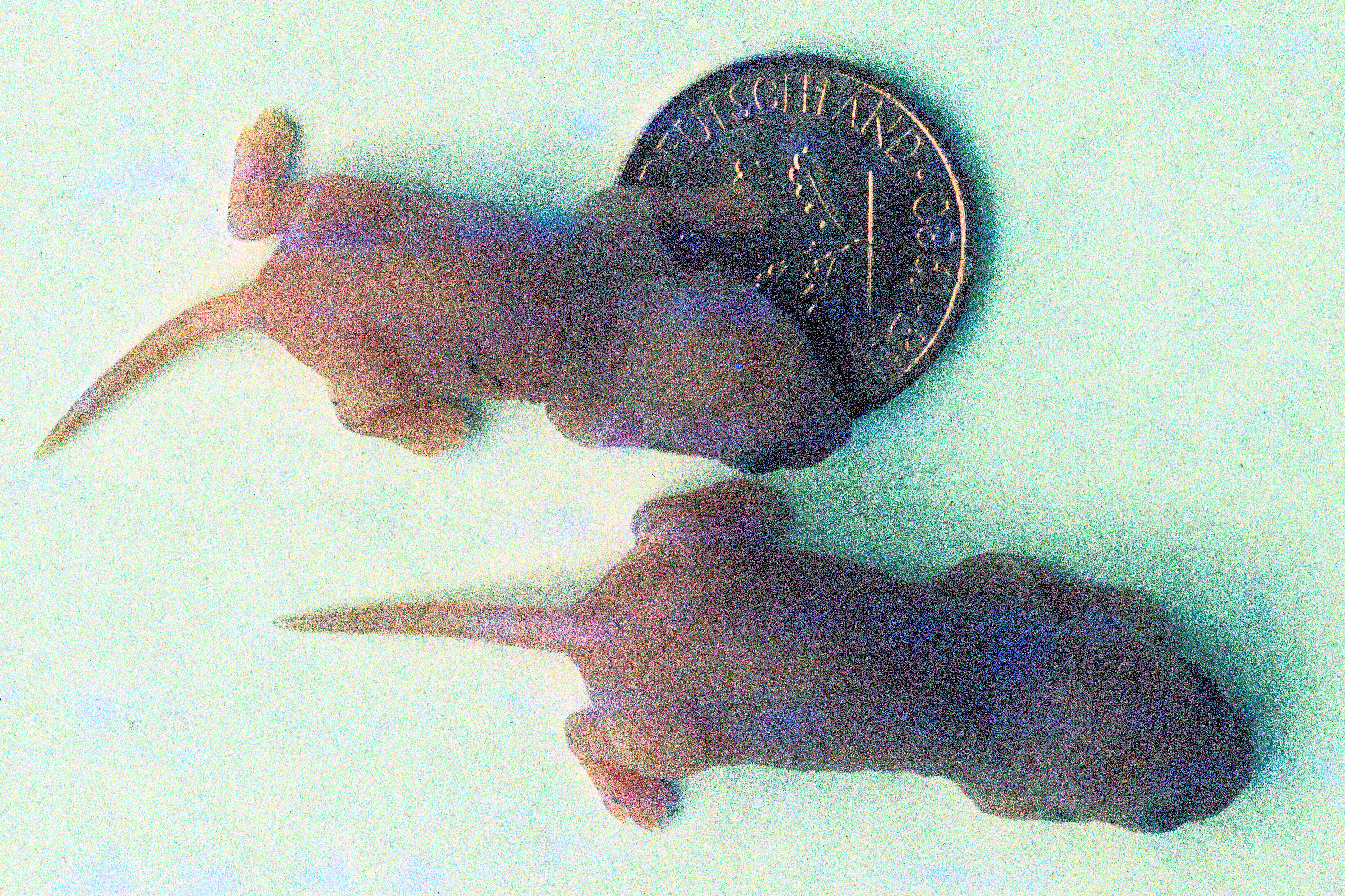
2 день
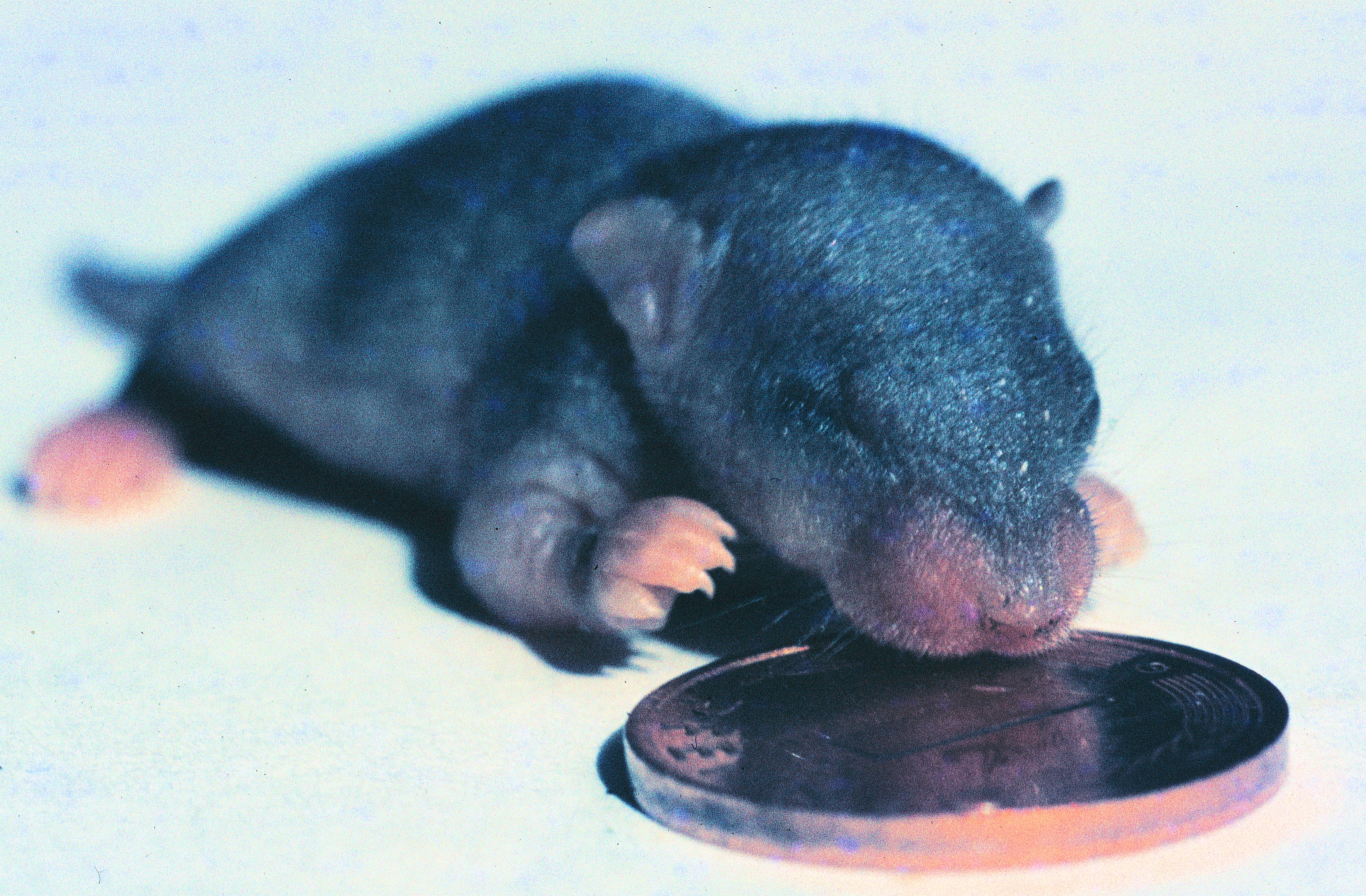
5 день
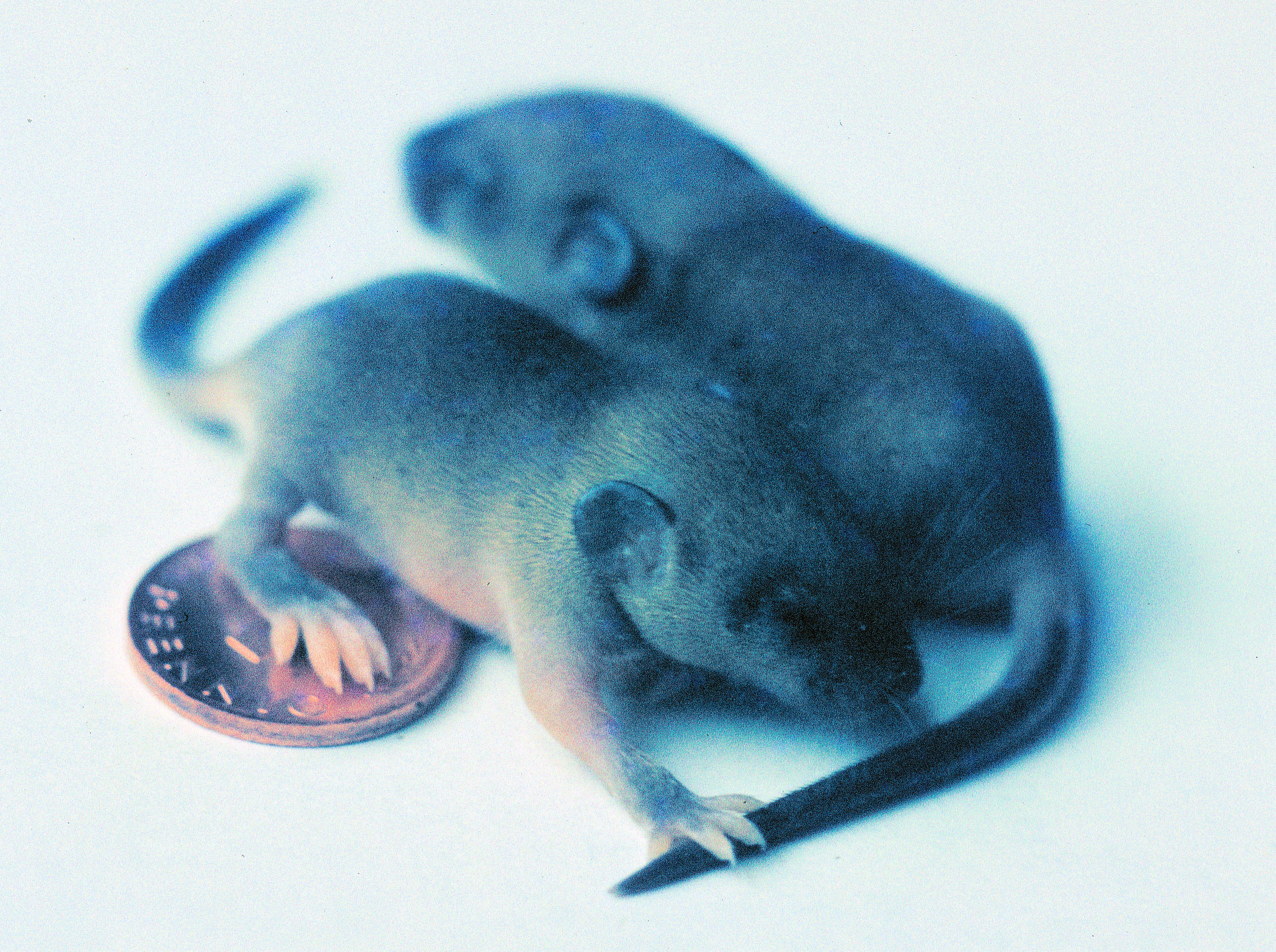
10 день
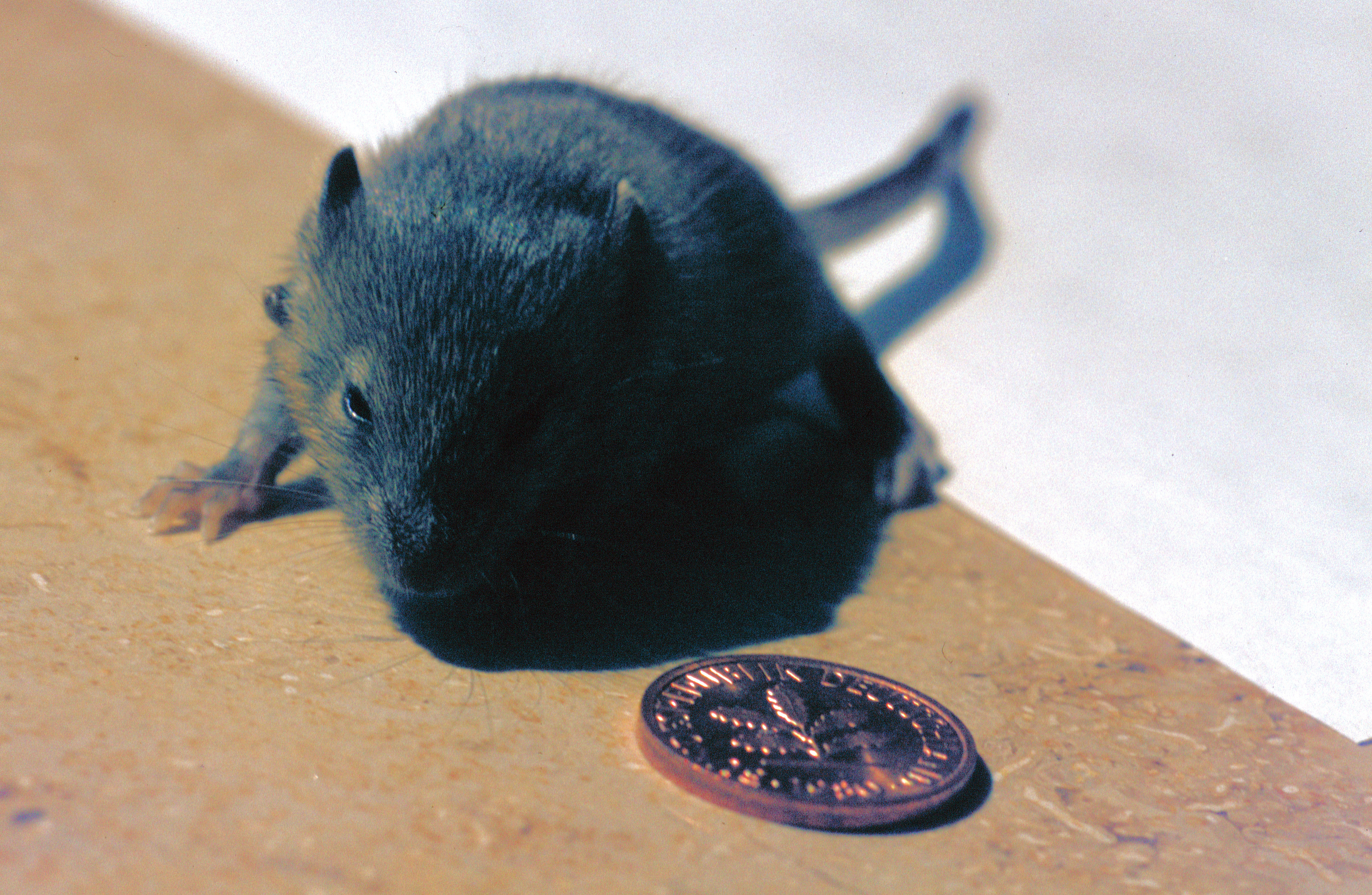
14 день
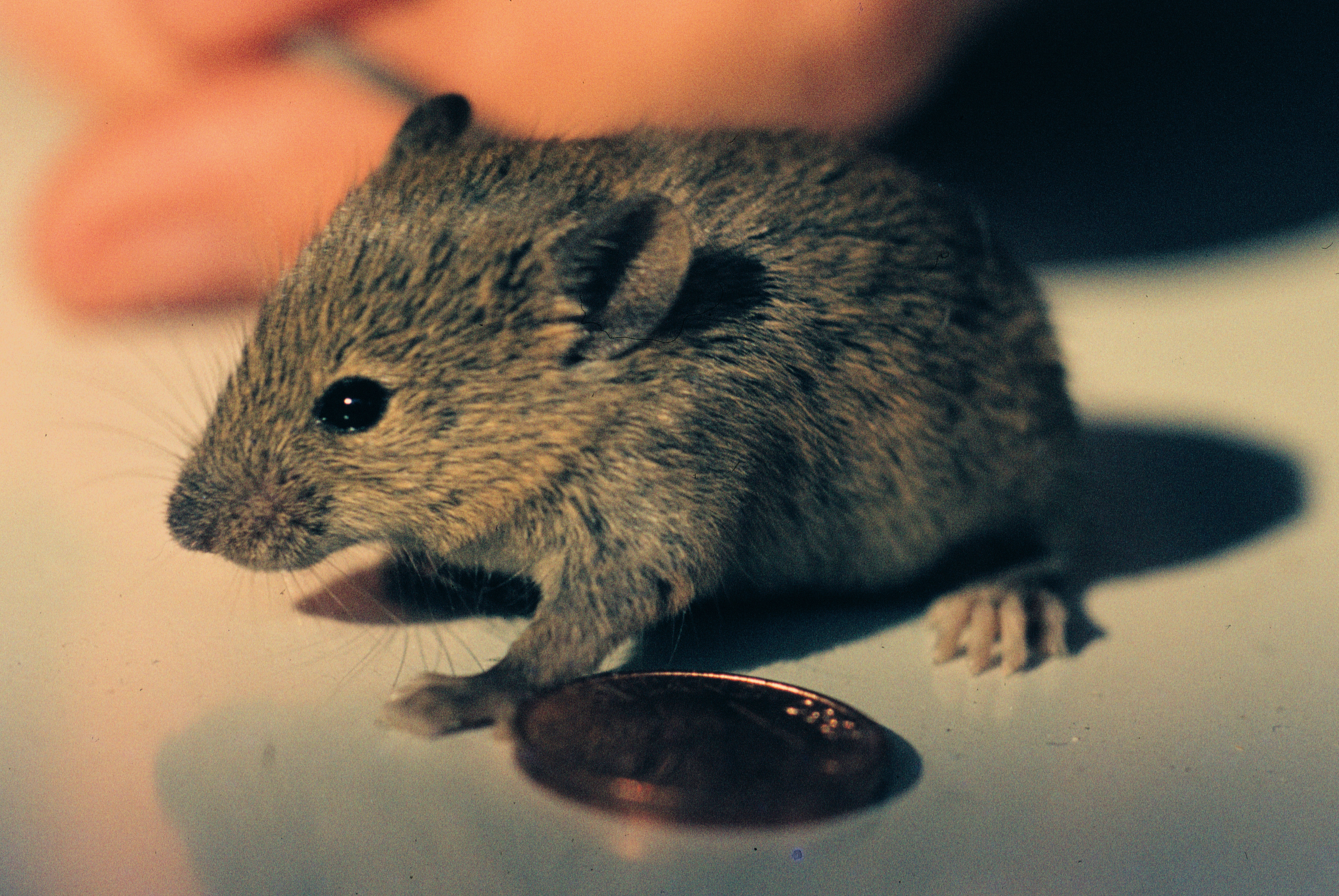
17 день

### Органы чувств

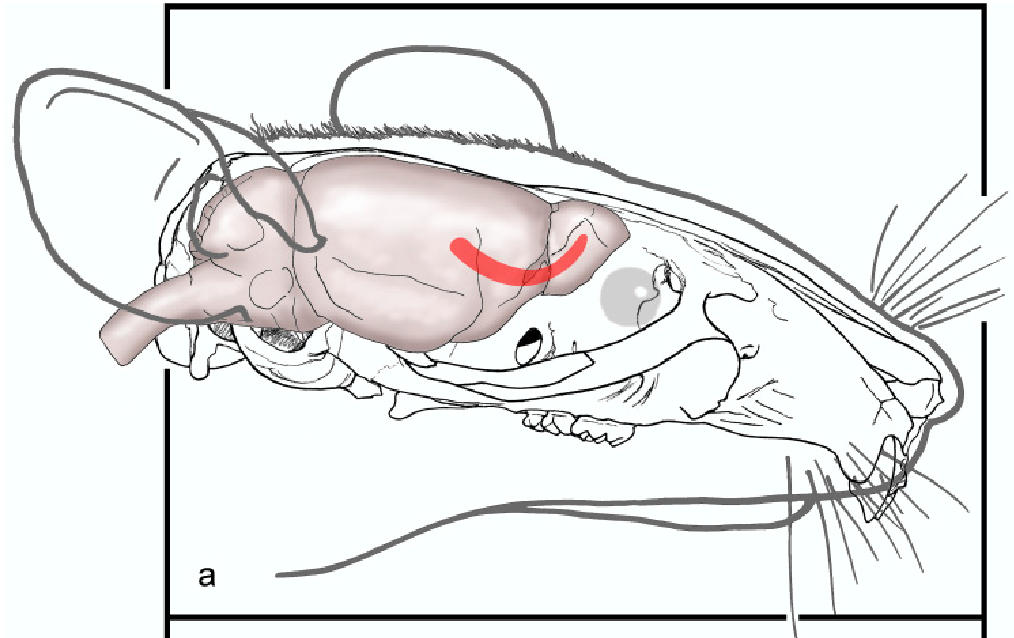
Ростральный миграционный тракт мыши: новые нейроны встраиваются в обонятельную область мозга

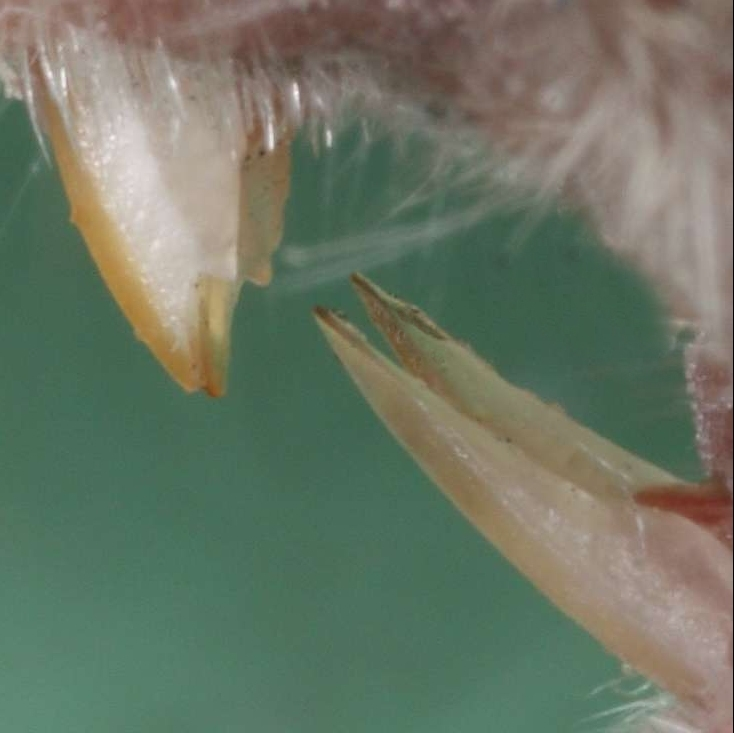
Прорезь в верхних передних зубах является характерным признаком при определении вида

У домовых мышей хорошо развиты органы чувств. Лишь зрение у них довольно слабое; как и все мелкие грызуны, они отличаются дальнозоркостью, так как аккомодация хрусталика у них почти отсутствует. При этом у домовых мышей очень острый слух. Диапазон частот, воспринимаемых ими, весьма широк: мыши хорошо слышат звуки с частотой от 1 до 80 кГц (для сравнения, у человека верхний порог слуховой чувствительности — 20 кГц). Однако в отличие от крыс, у мышей нет повышенной чувствительности к инфразвуку. При слабой освещённости легко ориентируются с помощью вибрисс. Роль обоняния в жизни мышей крайне высока: от поиска кормов и ориентации в пространстве до распознавания сородичей. Популяция нейронов в обонятельной луковице взрослой мыши постоянно пополняется новыми клетками, мигрирующими по так называемому ростральному миграционному тракту.
У каждой мыши на лапках имеются апокриновые потовые железы, чьим секретом они автоматически метят территорию при передвижении. Якобсонов орган, расположенный у основания носовой перегородки, помогает мышам обнаруживать феромоны, выделяемые другими мышами вместе с мочой. При сильном испуге в мочу мышей выделяется вещество, чей запах вызывает страх и бегство других зверьков. Такой «сигнал тревоги» довольно стоек и сохраняется на предметах в течение шести часов, информируя всех мышей об опасности этого места. Реакция мышей на метку неоднозначна и зависит от того, кто её оставил. Если сигнальное вещество оставлено самцом, на него реагируют все мыши; на вещество, оставленное самкой, положительно откликаются только самки, самцы его игнорируют. Мышиная моча очень концентрирована; из-за неё в помещениях, где водятся мыши, появляется специфический «мышиный» запах.

## Численность и значение для человека
Домовые мыши издревле приспособились к синантропному образу жизни, предполагается, что это произошло из-за ряда преимуществ, таких, как относительное изобилие кормовой базы и отсутствие хищников (до приручения кошек).
Численность домовой мыши подвержена сезонным колебаниям, нередко достигающим 3-5-кратных значений. В природе наименьшая численность отмечается в конце зимы — начале весны. С началом вегетации растений мыши приступают к размножению и, как следствие, их количество постепенно растёт. Со второй половины лета, когда в размножение вступает молодняк первого поколения, количество мышей начинает стремительно увеличиваться, осенью достигая максимума. В населённых пунктах, где мыши размножаются круглый год, скачкообразного роста численности не происходит; популяция увеличивается не более чем в 2—3 раза.
Домовая мышь приносит некоторый вред зерновым культурам, однако основной ущерб наносит, поедая и загрязняя продукты питания и корма животных калом и мочой, а также портя мебель, электрическую проводку, одежду, книги, о которые мыши точат зубы. Предполагают, что борьба с этими грызунами стала основной причиной одомашнивания кошки. В Древнем Мире для этой же цели использовались одомашненные ласки. Домовые мыши болеют многими инфекциями, опасными для человека: псевдотуберкулёзом, везикулярным риккетсиозом, эризипелоидом, бешенством, холерой, туляремией. Ряд инфекций передаётся через их мочу и кал, другие — через кровососущих членистоногих, легко переходящих от мышей к человеку. Недавние исследования показали, что хранимый мышами вирус MMTV (опухоли молочных желез мышей), видимо, способен вызывать рак груди у человека.

### Лабораторные мыши

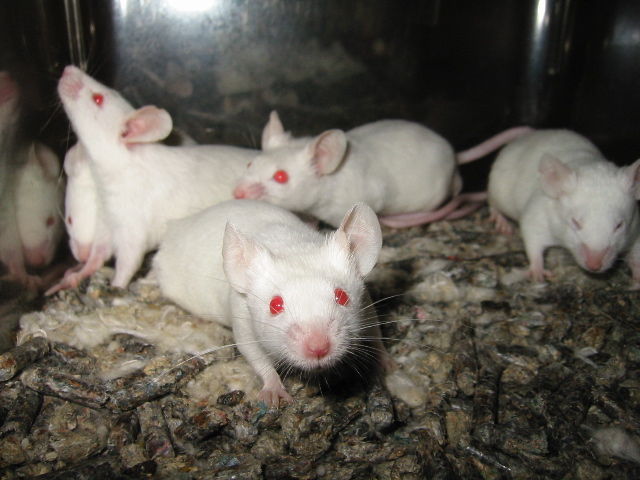
Лабораторные мыши-альбиносы

Уже длительное время мышей разводят как домашних и лабораторных животных, а также в качестве «кормовых» для домашних питомцев террариумов. Одной из целей разведения мышей в неволе является и их использование в доклинических исследованиях в качестве подопытных животных и/или модельных организмов. Использование мышей было предопределено таким фактором, как высокая скорость их размножения. Большинство лабораторных мышей являются гибридами разных подвидов, как правило Mus musculus domesticus и Mus musculus musculus.
Поскольку в естественных условиях невозможно найти двух особей с идентичными генами, многие линии лабораторных мышей являются результатом инбридинга — скрещивания близкородственных особей. После 18—20 поколений инбридинга получаются линии, в которых все особи генетически однородны и сходны друг с другом, как однояйцевые близнецы. Линии обозначаются специальной номенклатурой; так, мыши, использовавшиеся для расшифровки генома (см. ниже), относились к линии C57BL/6J. Первая инбредная линия была получена в 1909 году американским учёным Кларенсом К. Литтлом, изучавшим вопросы наследования окраски мышей. Он вывел пару мышей со светло-коричневой окраской, и в течение последующих 5 лет получил более 20 их поколений, применяя братско-сестринское спаривание с селекцией на выживаемость и наличие опухолей молочных желёз. Таким образом была получена первая высокораковая линия мышей (DBA).
1 июля 2013 года в новосибирском Академгородке в знак признания роли мышей в генетике и экспериментальной медицине был установлен памятник лабораторной мыши.

### Геном
Расшифровка генома домовой мыши была завершена в 2002 году. При этом выяснилось, что он на 80 % совпадает с человеческим. Длина генома мыши (2,5 млрд пар нуклеотидов) лишь немногим меньше человеческой (2,9 млрд пар), а количество генов оценивается примерно в 30 000, что также сравнимо с числом генов у человека. Это даёт возможность изучать функции генов человека на лабораторных мышах путём блокировки у них соответствующих генов.

### Некоторые линии и породы домовых мышей
- Так называемые «танцующие мыши» отличаются тем, что из-за нарушений работы гипофиза и вестибулярного аппарата постоянно кружатся на месте и передвигаются зигзагами. «Поющие мыши», выведенные более 300 лет назад в Китае, издают звуки, напоминающие пение сверчка.
- «Крутящиеся мыши» (reeler) позволили продвинуться в понимании механизмов кортикогенеза[англ.].
- У «голых мышей» сочетаются два генетических дефекта: дефект эпителия кожи, ведущий к отсутствию волосяного покрова, и недоразвитие тимуса, ведущее к отсутствию Т-лимфоцитов. Используются в иммунологических и трансплантационных исследованиях. Другая линия с серьёзными нарушениями иммунитета — иммунодефицитные мыши (мыши SCID).
- У трансгенных мышей геном содержит перенесённые чужеродные гены. Одной из их разновидностей являются онкомыши — лабораторные мыши, несущие активированные раковые гены. Онкомыши — первые запатентованные трансгенные животные (1988 г.).
- У «нокаутированных» мышей блокируются (нокаутируются) отдельные гены ради исследования их функций или симулирования человеческих заболеваний. Так, у «могучей мыши» блокировано производство белка миостатина, который ограничивает рост мышц.
- Мыши используются также при изучении молекулярных механизмов памяти. Мыши с отсутствующими рецепторами NMDA (белок, играющий важную роль в развитии обучения и памяти) не смогли пройти соответствующих тестов[15]. В то же время мыши с улучшенным функционированием NMDA-рецепторов гиппокампа продемонстрировали замечательную память и сообразительность (т. н. «умные мыши» или «мыши Доги»).
- В 1998 году в США (Гавайский университет) впервые были получены клонированные мыши.

## Домовая мышь в культуре

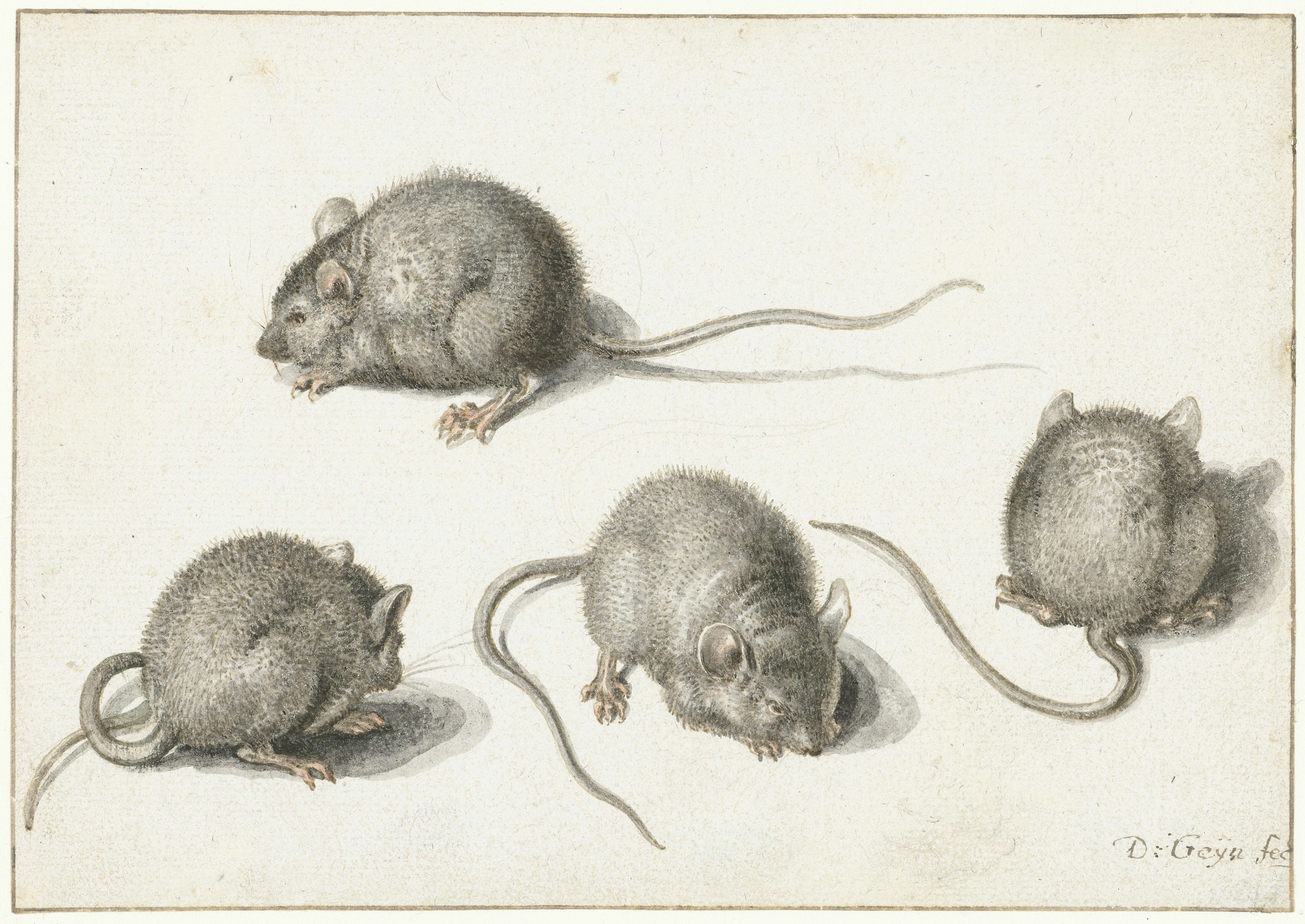
Мышь под четырьмя углами зрения, рисунок Якоба де Гейна-младшего, кон. XVI в.-нач. XVII в.

Ввиду неразрывного сосуществования с людьми с незапамятных времён домовая мышь оказала гигантское влияние на мировую культуру. В культуре у домовой мыши (а также у мышиных в целом) очень неоднозначный образ. С одной стороны, мышь может являться положительным персонажем (чаще всего в детских произведениях), ввиду сочувствия к ней из-за малого размеру и роли добычи в пищевой цепочке. С другой же стороны, она же может быть и отрицательным персонажем, поскольку она является вредителем сельского хозяйства (отсюда и уподобление наносимого вреда с ущербом от воровства). В любом случае мышь культурно соотносится с чем-то очень маленьким и незначительным. В культурных произведениях, где фигурируют мыши и крысы, первые являются более положительными, что обусловлено большей агрессивностью крыс и бо́льшим вредом, наносимым крысами человеку. У славян мышь относится к т. н. «гадам» — особой категории животного мира, чьи представители считаются нечистыми животными; к ним также относятся насекомые, земноводные и рептилии. В некоторых русских диалектах к мышам и крысам напрямую применяется обозначения «гад», «гадина».
Антропоморфные мыши часто являются женскими персонажами (у славян — исключительно женскими), но встречаются и мужские.
В культуре мышь в основном выставляется как противовес кошкам (ввиду охоты последних на мышей), в частности, подобное противостояние обыгрывалось во многих мультфильмах («Кот Леопольд», «Том и Джерри», «Ловушка для кошек» и др.). Причём чаще всего мышь в детских произведениях выступает как положительный персонаж, в то время как в хозяйственной деятельности человека она является в большей степени животным-вредителем.

### Мифология и фольклор
- В древнеегипетской культуре (там, как предполагается, и была одомашнена кошка; а кроме того существовал её культ) мыши являются отрицательными персонажами, олицетворением зла. Вероятно, из-за негативного отношения древних египтян к мышам (а также к крысам), их изображений до нашего времени дошло довольно мало. Одним из древнейших изображений мыши в Египте является статуэтка ок. 2000 г. до н. э., хранящаяся в Британском музее. Уже тогда было обыгрывание образа мыши в юмористическом тоне: так, на сатирическом папирусе JE 31199, относящемся к 1580—1205 гг. до н. э., изображён кот, прислуживающей мыши-повелителю[11][19] (схожий сюжет присутствовал и на рисунках сатирического содержания на древнеегипетских остраконах), а на т. н. Туринском папирусе, известным своими порнографическими сценами, присутствует сцена осады мышиным войском крепости кошек[19].
- Мышь или крыса являются атрибутом Ганеши — бога мудрости и благополучия, одного из наиболее известных и почитаемых богов индуистского пантеона.
- В древнегреческой мифологии бог Аполлон почитался в частности, как покровитель мышей (о чём упоминает Гомер)[20][21], либо же как отвращающего и истребляющего мышей; ввиду этого одним из его эпитетов был Сминфей (с др.-греч. — «мышиный»)[22], также упоминаемый Гомером в «Илиаде» (хотя этот эпитет известен и ранее, он содержится в одной из глиняных табличек с именами и эпитетами богом, найденных в Кноссе и датируемыми микенским периодом)[22]. Культ Аполлона Сминфея был распространён на малоазийском побережье и в Центральной Греции. О храме Аполона Сминфея в Хрисе, в котором находилась статуя бога с мышью у его ног, упоминает Страбон в XIII книге своей «Географии». Он же приводит легенду, связанную с небожителем: основатели Трои, тевкры (изначально проживавшие на Крите), получили от оракула указание основать новое поселение там, «где нападут на них сыны земли». Обосновавшись близ будущего города Гамаксита (Мисия), ночью на тевкров напало полчище полевых мышей, перегрызав все кожаные ремни на оружии и утвари, сами же тевкры расценили это событие как добрый знак: пророчество оракула сбылось. Поэтому тевкры окончательно обосновались здесь[21] и основали на этом месте святилище Аполлона Сминфея, вокруг которого выросло поселение Сминфий.
- Мышь является популярной героиней фольклорных сказок о животных, чаще всего выступая положительным персонажем, реже — трикстером. Из одних только русских народных сказок мышь встречается в таких, как «Теремок», «Курочка Ряба», «Репка» (в обработке Константина Ушинского), «Дочь и падчерица» (помогает заглавной героине выиграть у медведя в жмурки, взяв данный ей колокольчик; перед тем девочка накормила мышь ложечкой каши).
- Довольно распространённым в сказках многих народов мира является сюжет о женитьбе мыши/мышонка. Родители главного героя/героини пытаются сосватать его/её, опираясь на силу будущей невесты/будущего жениха, за внушительные природные явления и объекты вроде Солнца, Месяца, ветра или стены. Сказка заканчивается свадьбой мышей, поскольку именно мышь оказывается сильнейшим из кандидатов (например, может прогрызть стену). Данный сказочный сюжет, в частности, встречается в осетинском (осетинская сказка экранизирована в 2007 году в виде выпуска мультальманаха «Гора самоцветов», «Гордый мыш»), японском и мьянманском фольклоре.
- «Мыши кота погребают», «Как мыши кота хоронили» — русский фольклорный сюжет, встречающийся в лубках XVII—XVIII вв. Зачастую пересекается с другим лубочным сюжетом, «Кот Казанский».
- У южных славян существуют т. н. «мышиные праздники», посвящённые многочисленным оберегам от мышей. Чаще всего «мышиным днём» выступает день Нестора Солунского (9 ноября (27 октября); серб. Мишији дан, Миштров дан, Митров дан, болг. Мишин ден, Мишин празник, Мишляци, Мистров ден, Нистров ден, макед. Мишолов дан); иногда отмечается и в канун, на Дмитриев день[23]. К примеру, в Болгарии «мышиный праздник» на Нестора Солунского отмечается с той целью, чтобы весь год в доме не было мышей[24].
- Мышь (или крыса) — один из знаков зодиака восточного (китайского) гороскопа[6].

### Мультипликация
Домовые мыши являются одними из самых распространённых персонажей в мультфильмах.
- Микки Маус — антропоморфный мышонок, персонаж множества мультфильмов Walt Disney Studios, негласный маскот компании.

### Идиоматика
Устойчивые выражения, связанные с мышами, являются отражением их роли в культуре. Так, само обозначение животного, а также фразы «мышка-норушка», «мышь серая» иносказательно употребляются к забитому, нередко бедному, человеку. Также для характеристики бедности используется фразеологизм «беден/бедна, как церковная мышь» (известен и в других языках, см. англ. poor as a church mouse). Фразеологизм «кот из дому — мыши в пляс» (ср. англ. when the cat’s away the mice will play) обозначает ситуацию, при которой руководитель, оставив своих подчинённых наедине, уходит, а те расслабляются и делают, что хотят.

### Ономастикаитопонимика
Название животного в Древней и Московской Руси использовалось в качестве прозвища и т. н. прозвищного имени. От него образованы такие фамилии, как Мышин, Мышецкий, Мышка, Мышкин, Мышев, Мышьев, Мышков. Они отмечаются в документах, начиная с XV—XVI вв.
От данной фамилии образованы некоторые населённые пункты в России. Самый известный — город Мышкин (Ярославская область). Впервые поселение упоминается в документах XV в. как село Мышкино, и получило статус города в 1777 году. В самом городе активно используется «мышиная» тематика для привлечения туристов. В частности, в Мышкине открыт Музей мыши (в составе Мышкинского народного музея), в котором собраны разнообразные изображения мышей: игрушки, посуда, скульптура и др. В августе 2008 года в городе во второй раз прошёл международный фестиваль «Мышь-2008», в ходе которого открыт Дворец мыши.

### IT
Мышью (мышкой) был назван, впервые представленный в 1968 году, компьютерный манипулятор.

### Комментарии
1. ↑  В настоящее время признана отдельным видом